# Gymnophora pararcuata
Gymnophora pararcuata är en tvåvingeart som beskrevs av Brown 1989. Gymnophora pararcuata ingår i släktet Gymnophora och familjen puckelflugor. Inga underarter finns listade i Catalogue of Life.